# Atyria malanciata
Atyria malanciata är en fjärilsart som beskrevs av Embrik Strand 1921. Atyria malanciata ingår i släktet Atyria och familjen mätare. Inga underarter finns listade i Catalogue of Life.